# Robert Frangeš Mihanović

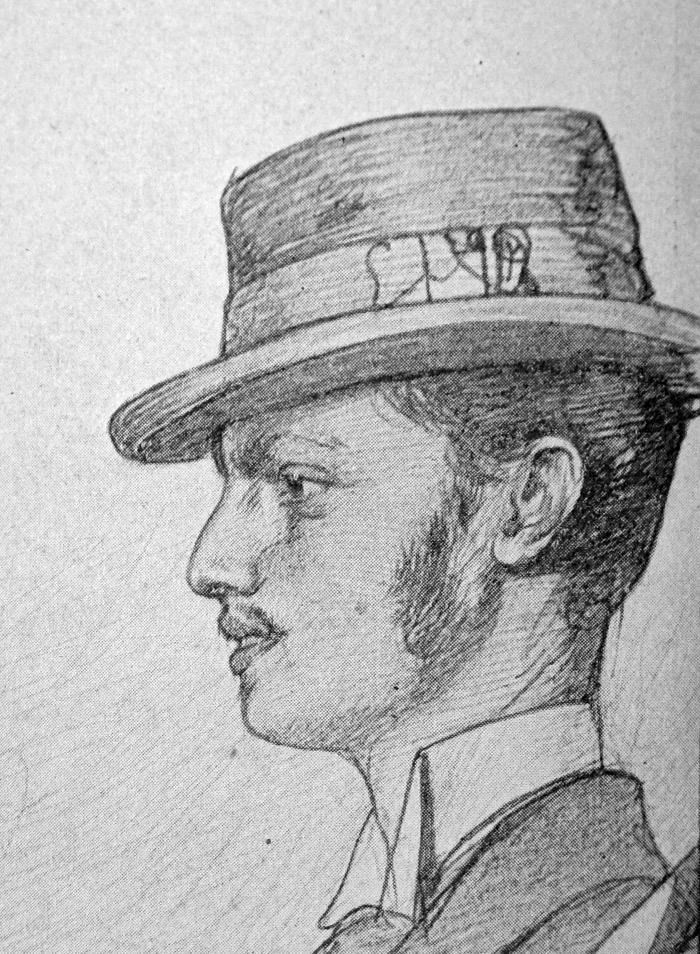
Robert Franges als Student (1893), gez. von Christian Wilhelm Allers

Robert Frangeš-Mihanović (* 2. Oktober 1872 in Srijemska Mitrovica; † 12. Januar 1940 in Zagreb) war ein kroatischer Bildhauer. Er war ein Pionier der modernen kroatischen Bildhauerei. Er war auch einer der Initiatoren und Organisatoren des künstlerischen Lebens in Zagreb an der Wende zum 20. Jahrhundert.

## Leben
Frangeš Mihanović war Absolvent der Handwerksschule in Zagreb im Jahr 1889. Danach ging er nach Wien, wo er an der Kunstgewerbeschule studierte (1889–1894) und an der Kunstakademie (1894/95) unter Otto König und Carl Kundmann. Er setzte seine Studien in Paris fort (1900/01), wo er u. a. mit Auguste Rodin traf.
Frangeš-Mihanović lehrte an der Schule für Kunsthandwerk in Zagreb (1895–1907). Er lehrte Bildhauerei an der dortigen Kunstakademie. Er gründete die Bronzegießerei an der Akademie. Er war Mitglied mehrerer Akademien: JAZU, SANU und der Prager Akademie.
Zu Beginn des Ersten Weltkriegs wurde Frangeš-Mihanović als Einjährig-Freiwilliger im Stand der k.u.k. Armee geführt. Er bemühte sich bald um Aufnahme als Kriegsbildhauer in das k.u.k. Kriegspressequartier. Ebenda wurde er am 15. September 1915 aufgenommen und konnte so der Bildhauerei bis Kriegsende nachgehen (das KPQ führte ihn bis 11. August 1918 in der Standesliste). Mehrere seiner Arbeiten aus dieser Zeit haben sich bis heute in den Sammlungen des Heeresgeschichtlichen Museums in Wien erhalten.
Er starb 1940 in Zagreb.

## Werke
Seine Medaillen und Urkunden mit figürlichen und Tiermotiven – Herakles der Stier (1899), Weingut Arbeiter (1900), Türkei (1904), Arbeiter (1906) – sind der Ausgangspunkt der kroatischen Medaillenkunst. Er schuf Statuetten, wie Schüchternheit (1902), Flucht nach Ägypten (1906), Der Raub der Europa (1907); Porträts, wie Vatroslav Lisinski (1895); Büsten, wie Antun Mihanović (1908) in Klanjec und Antun und Stjepan Radic (1936) in Trebarjevo desno.
Im Jahr 1897 schuf er den sterbenden Soldaten, ein Denkmal für die gefallenen Soldaten der 78. Regiment Šokčević in Osijek. Zusammen mit seiner Philosophie (1897) in Zagreb, sind die sterbenden Soldaten das früheste Beispiel des Impressionismus in der kroatischen Bildhauerei. Sein monumentalstes Werk ist das Reiterstandbild König Tomislav (1928–1938 erschaffen, in Zagreb installiert 1947). Er machte auch Friedhofsstatuen in Varaždin (Denkmal auf der Leitner Familiengruft, 1906) und Mirogoj (Arbeiter auf dem Familie Müller Grab, 1935). Er schuf architektonische skulpturale Elemente auf Gebäuden in Zagreb, wie die allegorischen Reliefs der Philosophie, Theologie, Medizin und Frustration am Staatsarchiv.
Sein Werk umfasst die Stile der Akademismus, Symbolismus und Modernismus (Impressionismus). In seiner reifen Phase entwickelte er einen persönlichen Stil des freien Realismus. Er hat auch mit Kunsthandwerk beschäftigt.

## Werke (Auswahl)
- Drei-Figurengruppe Die Horcher, 1914/18, Bronzeguss, 72 × 52 × 21 cm, Heeresgeschichtliches Museum, Wien
- Freiplastische Gruppe Transport eines schweren Marinegeschützes, 1914/18, Bronzehohlguss, 91 × 21 × 16 cm, Heeresgeschichtliches Museum, Wien
- Freiplastische Gruppe Verwundetentransport, 1914/18, Bronzehohlguss, 71 × 25 × 41 cm, Heeresgeschichtliches Museum, Wien
- Freiplastische Gruppe Eroberung einer Fahne, 1914/18, Bronzehohlguss, 29 × 16 × 54 cm, Heeresgeschichtliches Museum, Wien
- Freiplastische Liegefigur Trompeter Kovac, 1914/18, Bronzehohlguss, 50 × 24 × 30 cm, Heeresgeschichtliches Museum, Wien
- Reiterstatue Feldmarschall Svetozar Boroević von Bojna, 1914/18, Bronzeguss, 62 × 19 × 66,5 cm, Heeresgeschichtliches Museum, Wien[2]

## Galerie

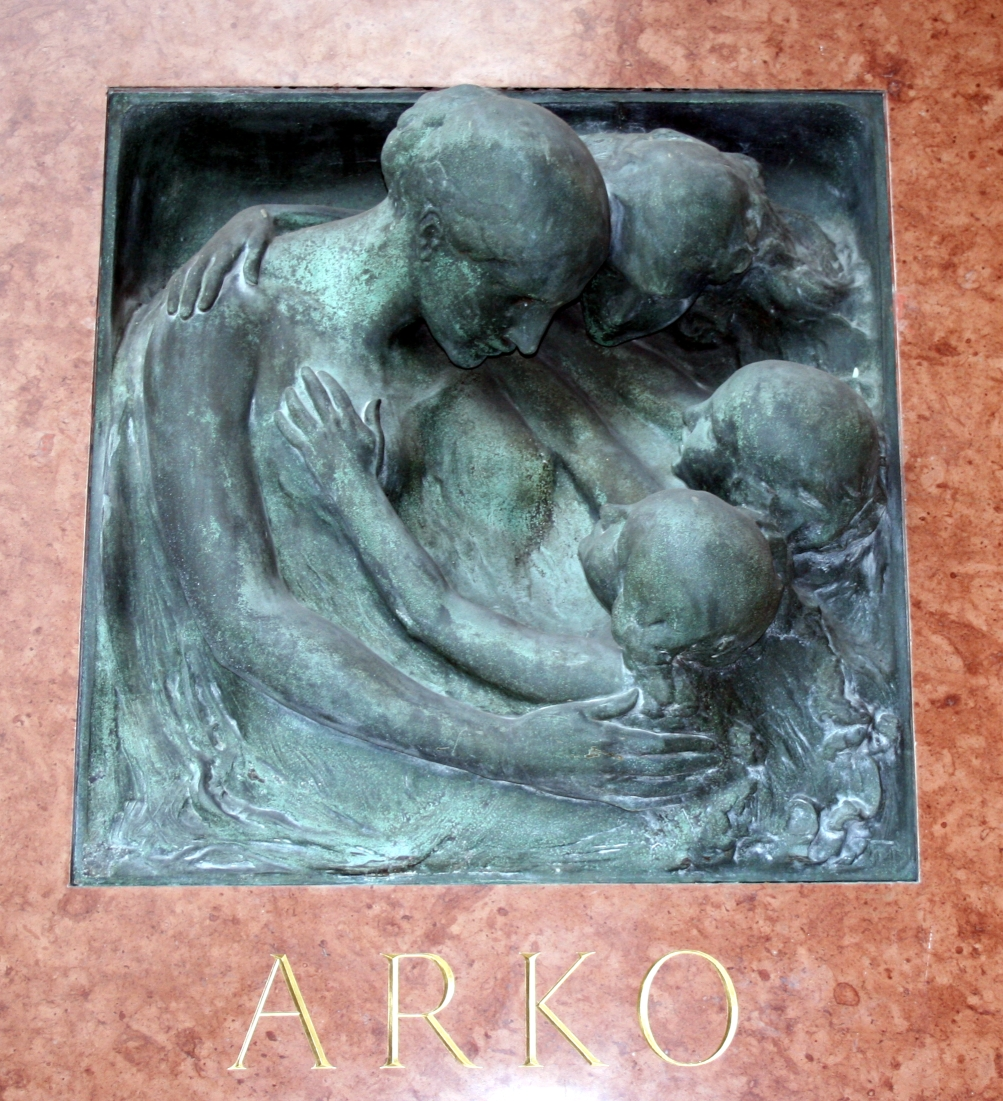
Arko
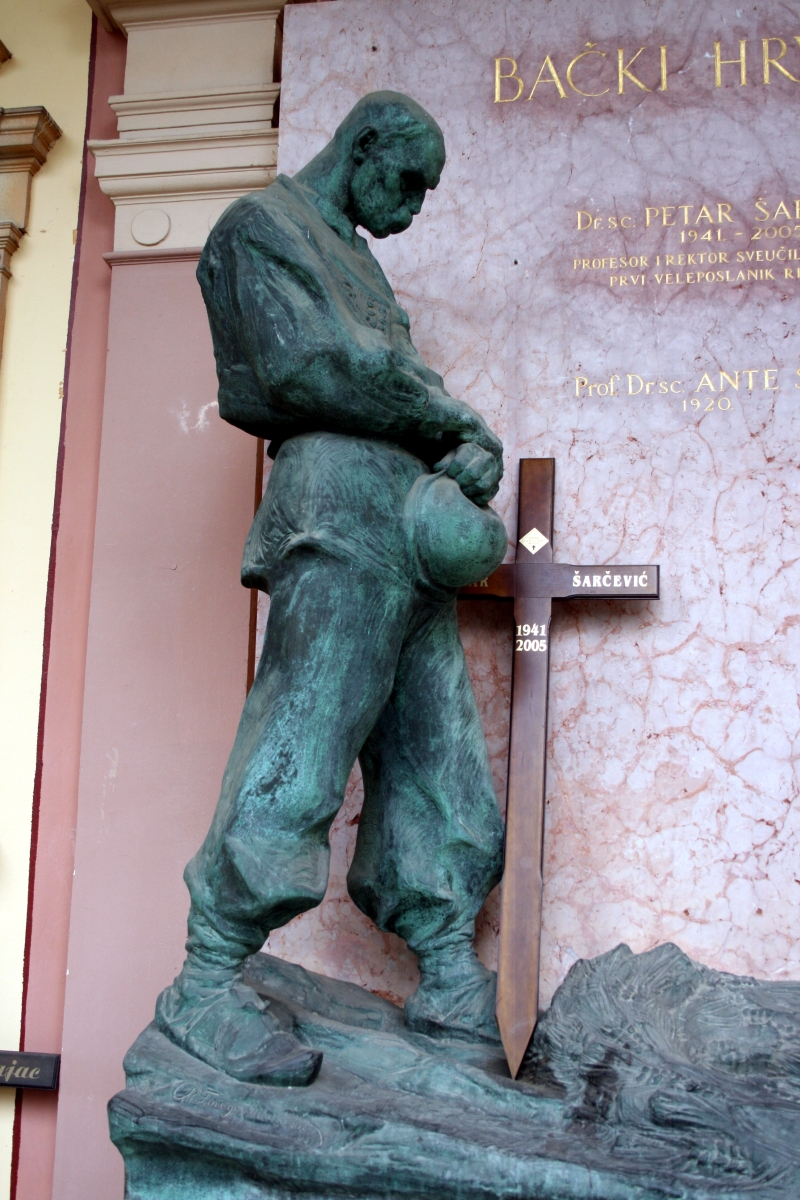
Bački Hrvati
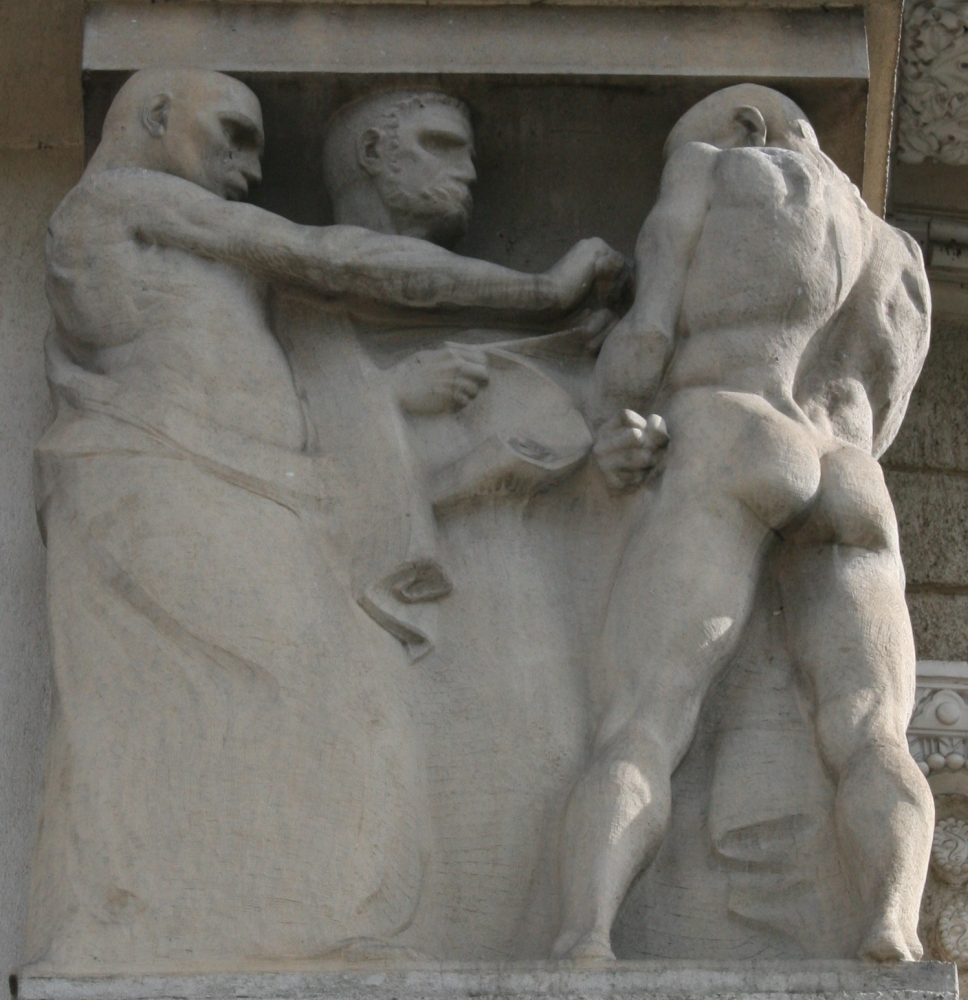
"Justitia"